# 坦施泰因
坦施泰因是德国巴伐利亚州的一个市镇。总面积27.86平方公里，总人口982人，其中男性493人，女性489人（2011年12月31日），人口密度35人/平方公里。根據2018年12月統計，坦斯泰因總人口數為962人。